# Мора, Андрес
Андрес Мора Ибарра (исп. Andrés Mora Ibarra; 25 мая 1955, Рио-Браво, Коауила — 12 июня 2015, Сальтильо, там же) — мексиканский бейсболист и тренер, играл на позиции аутфилдера. Выступал в Главной лиге бейсбола в составах «Балтимор Ориолс» и «Кливленд Индианс». Один из лучших отбивающих в истории мексиканского бейсбола. Член Мексиканского зала славы бейсбола. 

## Биография
Андрес Мора родился 25 мая 1955 года в городке Рио-Браво, входившем в состав муниципалитета Альенде. Он был шестым из одиннадцати детей в семье Альфонсо Моры и Андреа Ибарры. Когда ему было одиннадцать лет, семья переехала в Сальтильо. Спустя три года Мора начал играть в городской бейсбольной лиге за команду колонии Рио-Браво. Во время учёбы в старшей школе он выступал за полупрофессиональную команду в осенней лиге Монтеррея, а в 1971 году Мора подписал первый профессиональный контракт.
В феврале 1973 года он заключил соглашение с клубом Главной лиги бейсбола «Монреаль Экспос», но в составе его фарм-команды сыграл лишь восемь матчей. Мора вернулся в Мексику, где провёл два сезона в клубе «Сараперос де Сальтильо». В 1975 году он стал лидером Мексиканской бейсбольной лиги по количеству выбитых хоум-ранов. После этого контракт с ним заключили «Балтимор Ориолс».
В Главной лиге бейсбола Мора дебютировал весной 1976 года, заменив в составе «Ориолс» травмированного Реджи Джексона. Он начал чемпионат результативно, но постепенно питчеры адаптировались к его манере отбивания. К августу эффективность игры Моры на бите снизилась до 21,5 % и он был переведён в команду AAA-лиги «Рочестер Ред Уингз». В сентябре его вернули в основной состав и он сыграл ещё восемнадцать матчей чемпионата. Сезон 1977 года стал для него самым успешным в лиге. В «Ориолс» его вызвали в июне, чтобы заменить получившего травму Ларри Харлоу. В регулярном чемпионате Мора играл на месте левого аутфилдера, деля время на поле с Пэтом Келли. По итогам сезона его показатель отбивания составил 24,5 %. В 1978 году он провёл за команду 76 матчей, отбивая с эффективностью 21,8 %.
Перед стартом сезона 1979 года Мора сначала был переведён в «Ред Уингз», а оттуда уехал в Мексику. В играх за «Сараперос де Сальтильо» он отбивал с эффективностью 34,4 % и выбил 23 хоум-рана. В декабре права на него перешли к «Кливленду». В клубе Мору рассматривали как стартового левого аутфилдера, но он проиграл борьбу за место в составе новичку Джо Шарбоно. За «Индианс» он сыграл девять матчей. Его планировали перевести в фарм-клуб уровня AAA-лиги, но Мора предпочёл вернуться в Мексику.
В Мексиканской лиге Мора проявил себя как силовой отбивающий. В 1981 и 1982 годах он становился лучшим по количеству выбитых хоум-ранов и числу набранных RBI. В конце 1982 года он перешёл в «Теколотес де лос Дос-Ларедос», где провёл большую часть оставшейся карьеры. Трио аутфилдеров команды в составе Моры, Алехандро Ортиса и Карлоса Сото получило прозвище «Три мушкетёра». С 1983 по 1990 год его показатель отбивания не опускался ниже 30,0 %. В 1985 году он установил личный рекорд, выбив за сезон 41 хоум-ран.
После 1993 года результативность Моры начала снижаться. Он перешёл на позицию назначенного отбивающего, а в ноябре 1994 года стал играющим тренером «Теколотес». В 1995 году его признали Тренером года. Карьеру игрока он завершил в возрасте 42 лет. Всего в Мексиканской лиге Мора выбил 2  259 хитов и 419 хоум-ранов. После этого он работал тренером в ряде мексиканских клубов. В 2003 году его избрали в Мексиканский зал славы бейсбола.
В 2000-х годах осложнения диабета привели к нескольким травмам и операциям. Некоторое время Мора передвигался в инвалидном кресле. В 2014 году он заболел лёгочной инфекцией, развившейся в пневмонию. Для сбора средств на лечение «Сараперос де Сальтильо» организовали благотворительный матч. В мае 2015 года власти штата установили для Моры специальную пенсию, но спустя несколько недель он скончался в возрасте 60 лет.